# Левін-Клодзький
Левін-Клодзький (пол. Lewin Kłodzki, нім. Lewin, 1938–1945 Hummelstadt) — село в Польщі, у гміні Левін-Клодзький Клодзького повіту Нижньосілезького воєводства.
Населення — 880 осіб (2011).
У 1975-1998 роках село належало до Валбжиського воєводства.

## Демографія
Демографічна структура станом на 31 березня 2011 року:
|          | Загалом | Допрацездатний вік | Працездатний вік | Постпрацездатний вік |
| -------- | ------- | ------------------ | ---------------- | -------------------- |
| Чоловіки | 407     | 72                 | 301              | 34                   |
| Жінки    | 473     | 81                 | 254              | 138                  |
| Разом    | 880     | 153                | 555              | 172                  |